# Велико повечерје
Велико повечерје је облик богослужења у православљу. Велико повечерје је стари, првобитни облик повечерја који није скраћен. Скраћен облик се назива Мало повечерје. Богослужење Велико повечерје је ограничено само на посебне прилике. Користи се само током четири седмична дана (од понедељка до четвртка) Велике Четрдесетнице, као и на навечерја Божића и Богојављења. 
Повечерје је друго богослужење по реду и следи после Вечерње. Врши се после вечере и пре одласка на спавање. Садржај Великог повечерја је молитва пред спавање – захвалност за почетак ноћи, за ноћни мир после дневног рада. Такође је и сећање на силазак Христов у Ад и сећање на смрт. 
У почетку Повечерје је била молитва у манастирима коју су монаси индивидуално читали у келијама.
Служба Велико повечерје се састоји из три дела. У сваком делу постоје посебне песме тј. молитвословља. У првом делу то је песма „С нама је Бог“ из Књиге Пророка Исаије, у другом то је молитва цара Манасије „Господе Сведржитељу“, док се у трећем налази песма „Господе сила, с нама буди“. Током прва четири дана Великог поста на Великом повечерју се чита Велики канон Преподобног Андреја Критског.